# Titansulfide
Titansulfid steht für mehrere chemische Verbindungen von Titan und Schwefel:
- das goldbraune Titan(II)-sulfid, TiS, das die Nickelarsenid-Struktur hat
- Titansulfide mit Zusammensetzungen zwischen TiS und TiS2, wie Ti3S4, Ti4S5, Ti4S8, Ti8S9
- das schwarze Titan(III)-sulfid, Ti2S3
- die Titan(IV)-sulfide, vor allem das bronzefarbene Titandisulfid TiS2, aber auch das schwarze, graphitänliche Titantrisulfid TiS3.

In allen Titansulfiden hat das Titan die Koordinationszahl 6, d. h. jedes Titanatom ist von sechs Schwefelatomen umgeben. Im Titantrisulfid TiS3, das Disulfid-Anionen enthält, sind die Schwefelatome in einem etwas verzerrten trigonalem Prisma um das Titan angeordnet. In allen anderen Titansulfiden ist Titan oktaedrisch von Schwefel umgeben.
Keines der Titansulfide hat aktuell noch größere technische Bedeutung. Titandisulfid kann reversibel Lithium einlagern und wurde daher einige Zeit als Material für den Pluspol in Lithium-Ionen-Akkumulatoren eingesetzt. Beispielsweise stellte Exxon von 1977 bis 1979 daraus Knopfzellen her, vor allem für kleine Geräte wie Uhren. Inzwischen werden andere Kathodenmaterialien bevorzugt, auch weil TiS2 kleinere Spannungen liefert als andere Lithiummaterialien. Dennoch war die TiS2-Batterie ein wichtiger Wegbereiter für die modernen Lithium-Ionen-Batterien.